# Catalunya i Avant
Associació Democràtica Catalanista Catalunya i Avant fou creada el gener de 1899 per Lluís Marsans i Sola, que també pertanyia a l'Associació Popular Regionalista, amb la intenció de traduir políticament l'intent d'enquadrar els sectors obrers en la línia del catalanisme radical, com ja es feia en la Cooperativa Obrera Catalana. Fou un dels convocants dels actes de la Diada Nacional de Catalunya de 1901.